# 维贾伊·塔库尔·辛格
维贾伊·塔库尔·辛格（1960年9月18日—），印度外交官，曾任印度外交部東方祕書、印度駐愛爾蘭大使、印度駐新加坡高級專員等職務。

## 经历
维贾伊·塔库尔·辛格生於1960年9月18日。
1985年8月，加入印度外事服務。
2013年6月至2016年10月，任印度駐新加坡高級專員。2016年至2018年，任印度駐愛爾蘭大使。2018年至2020年，任印度外交部東方祕書。
2020年9月退休。2021年7月至2024年7月，任印度世界事务委员会總幹事。